# Tran (obchtina)
Pour les articles homonymes, voir Tran (homonyme).
La commune de Tran (en bulgare Община Трън - Obchtina Tran) est située dans l'ouest de la Bulgarie.

## Géographie
La commune de Tran est située dans l'ouest de la Bulgarie, à 80 km au sud-ouest de Sofia. 
Son chef lieu est la ville de Tran et elle fait partie de la région de Pérnik.

## Administration

### Structure administrative
La commune compte 1 ville et 51 villages :
| - ville de Tran - village de Bankya - village de Béraïntsi - village de Bogoïna - village de Bohova - village de Bousintsi - village de Butroïntsi - village de Chipkovitsa - village de Dalga louka - village de Dokyovtsi - village de Dolna Mélna - village de Djintchovtsi - village d'Elovitsa - village d'Eroul - village d'Ezdimirtsi | - village de Filipovtsi - village de Glavanovtsi - village de Glogovitsa - village de Gorna Mélna - village de Gorotchévtsi - village de Kachlé - village de Kojintsi - village de Kosturintsi - village de Lechnikovtsi - village de Léva Réka - village de Lomnitsa - village de Lyalintsi - village de Milkyovtsi - village de Miloslavtsi - village de Mraketintsi | - village de Mramor - village de Nasalevtsi - village de Nedelkovo - village de Paramun - village de Penkyovtsi - village de Prodantcha - village de Radovo - village de Rani loug - village de Reyanovtsi - village de Slichovtsi - village de Staytchovtsi - village de Strezimirovtsi - village de Stoudén izvor - village de Tsegrilovtsi - village de Tourokovtsi | - village de Vélinovo - village de Vidrar - village de Voukan - village de Vrabtcha - village de Yarlovtsi - village de Zabél - village de Zélénigrad |

## Galerie

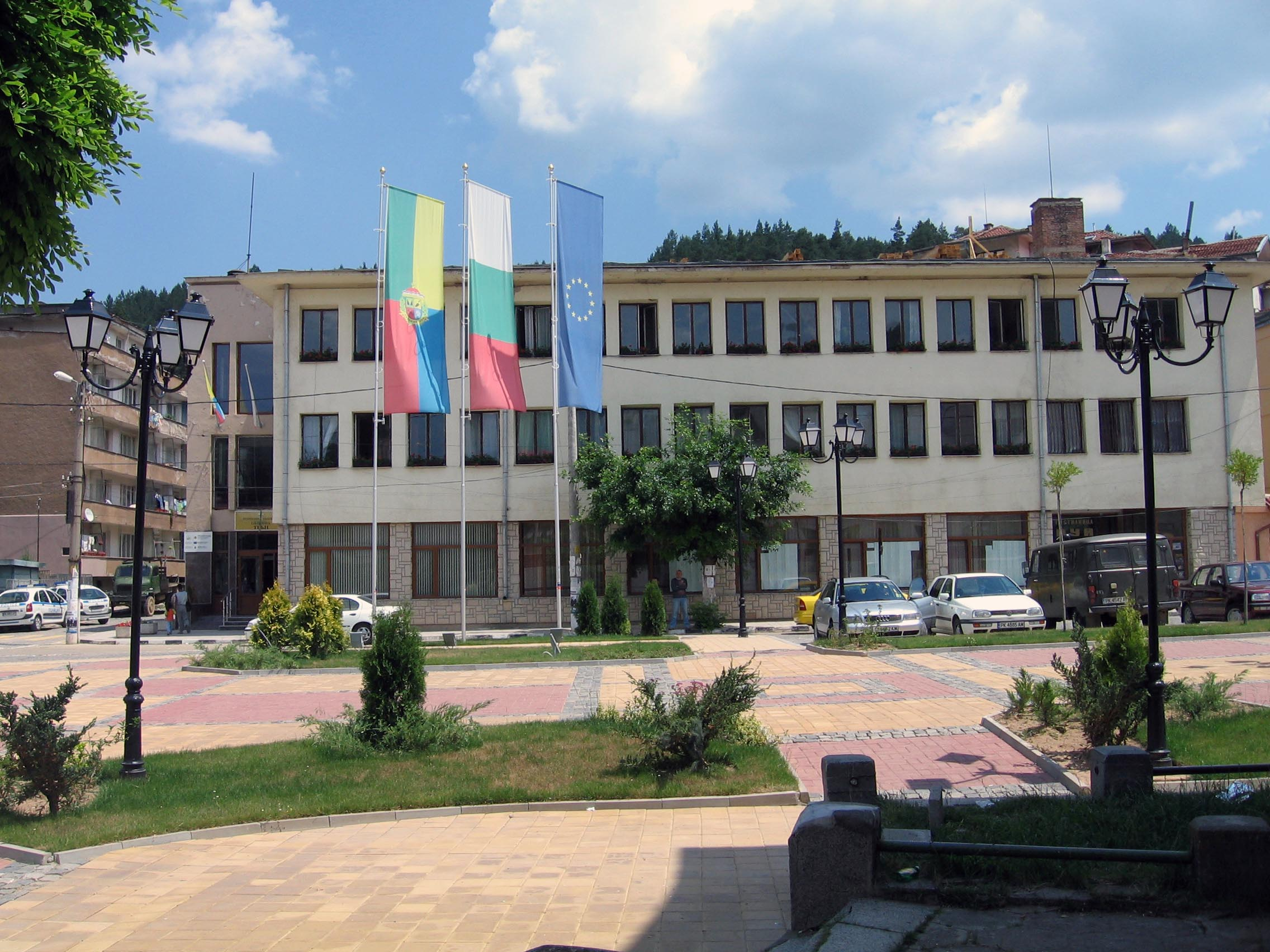
La mairie de Tran
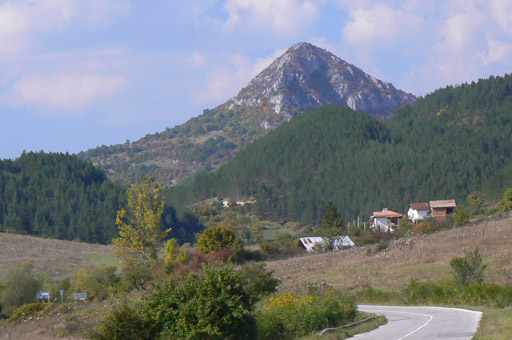
Le village de Filipovtsi
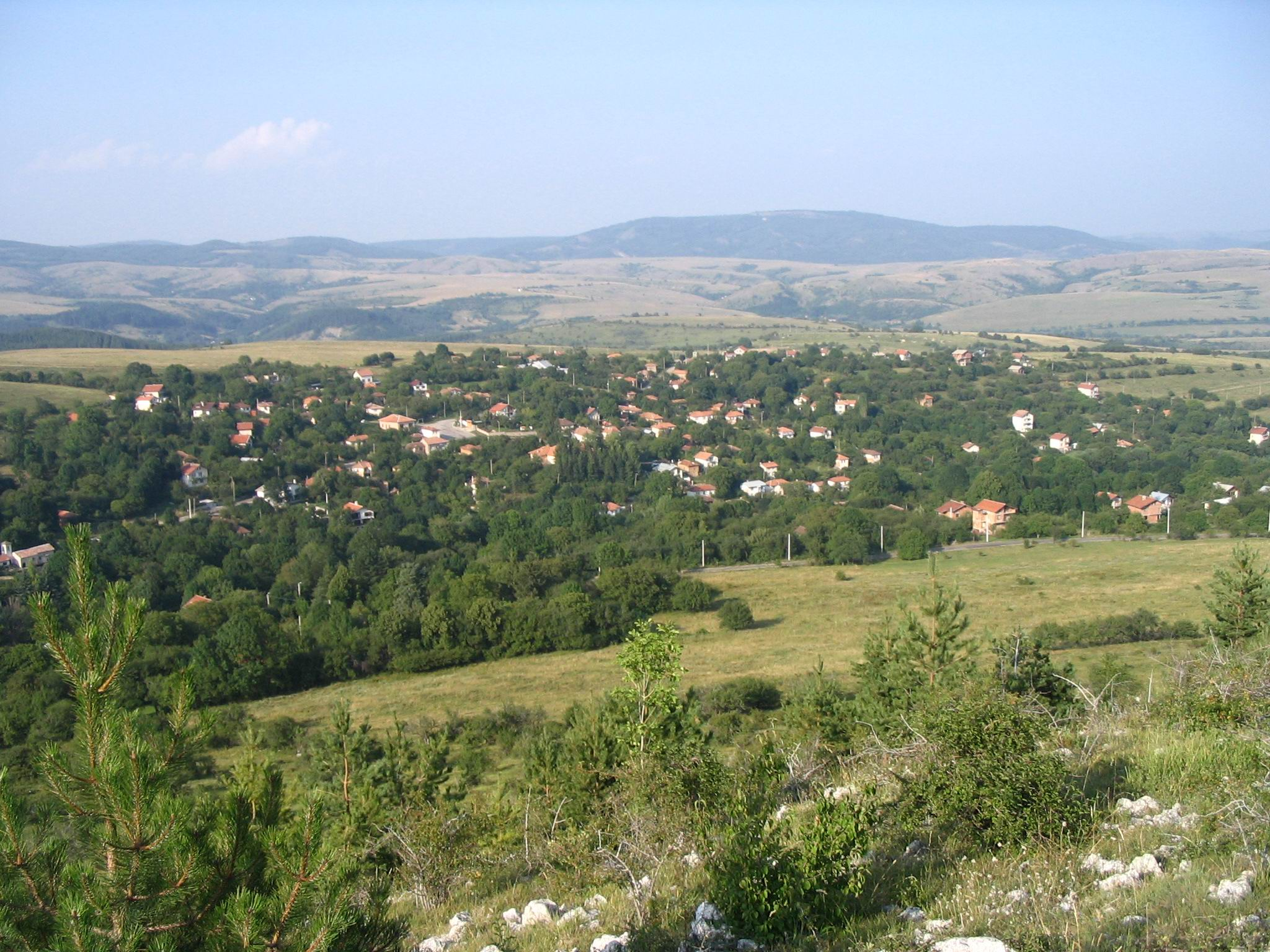
Vue de Lyalintsi
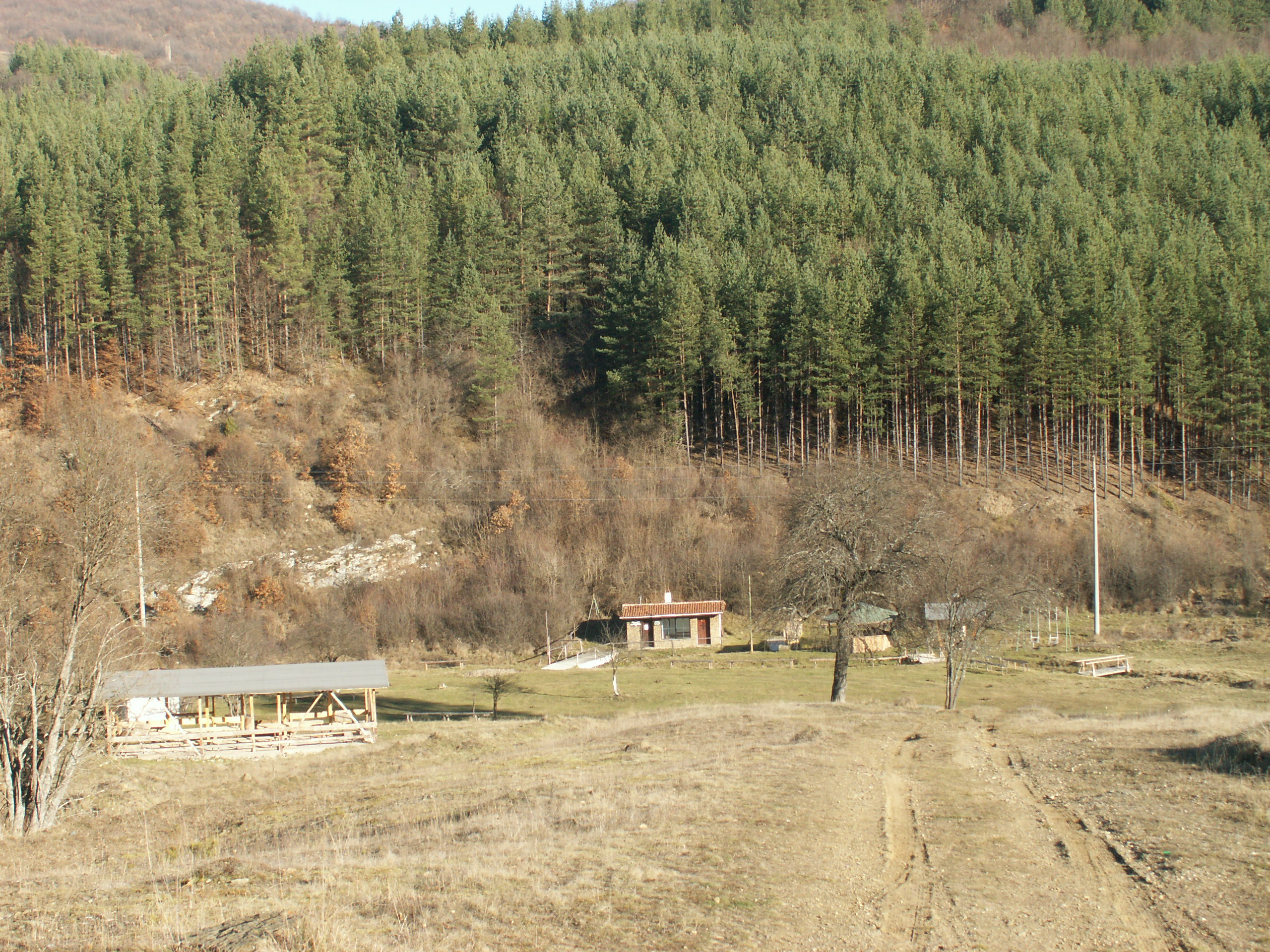
Chapelle Svéta Bogoroditsa (Saint-Mère de Dieu) à Mramor
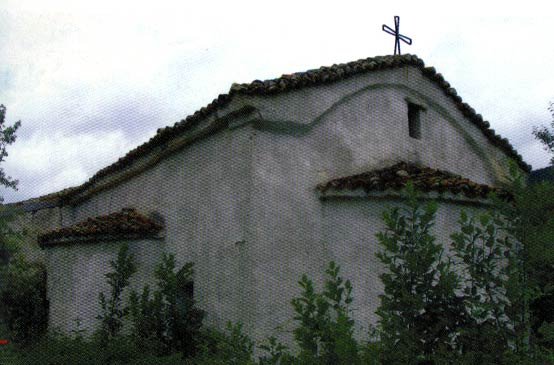
L'église Svéti Nikolaï (Saint-Nicolas) à Rani loug
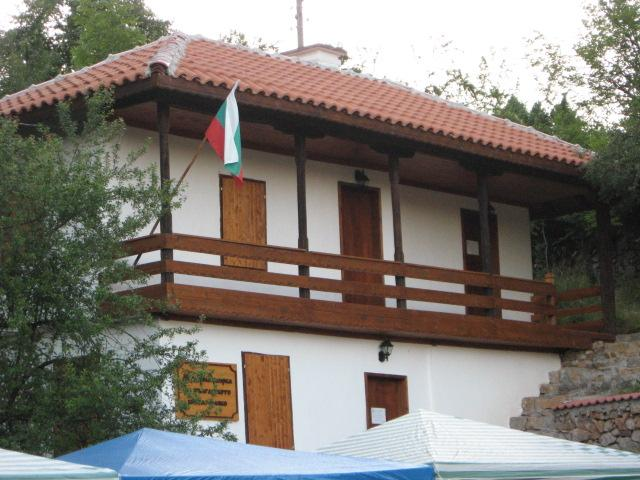
Musée du yoghourt à Stoudén Izvor
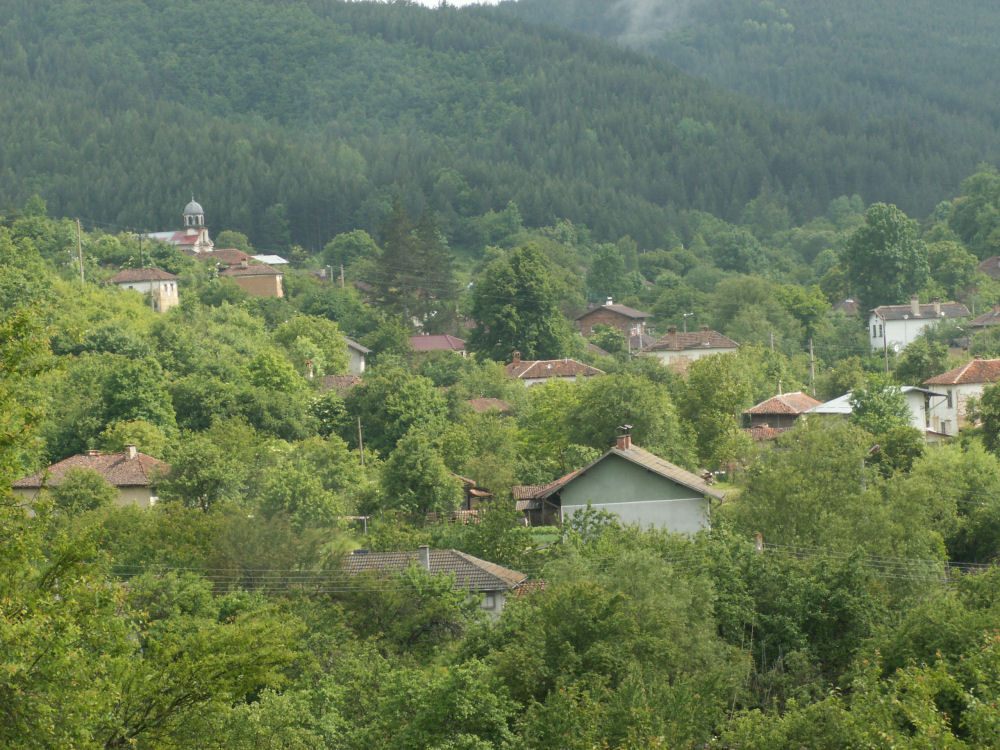
Village de Tségrilovtsi
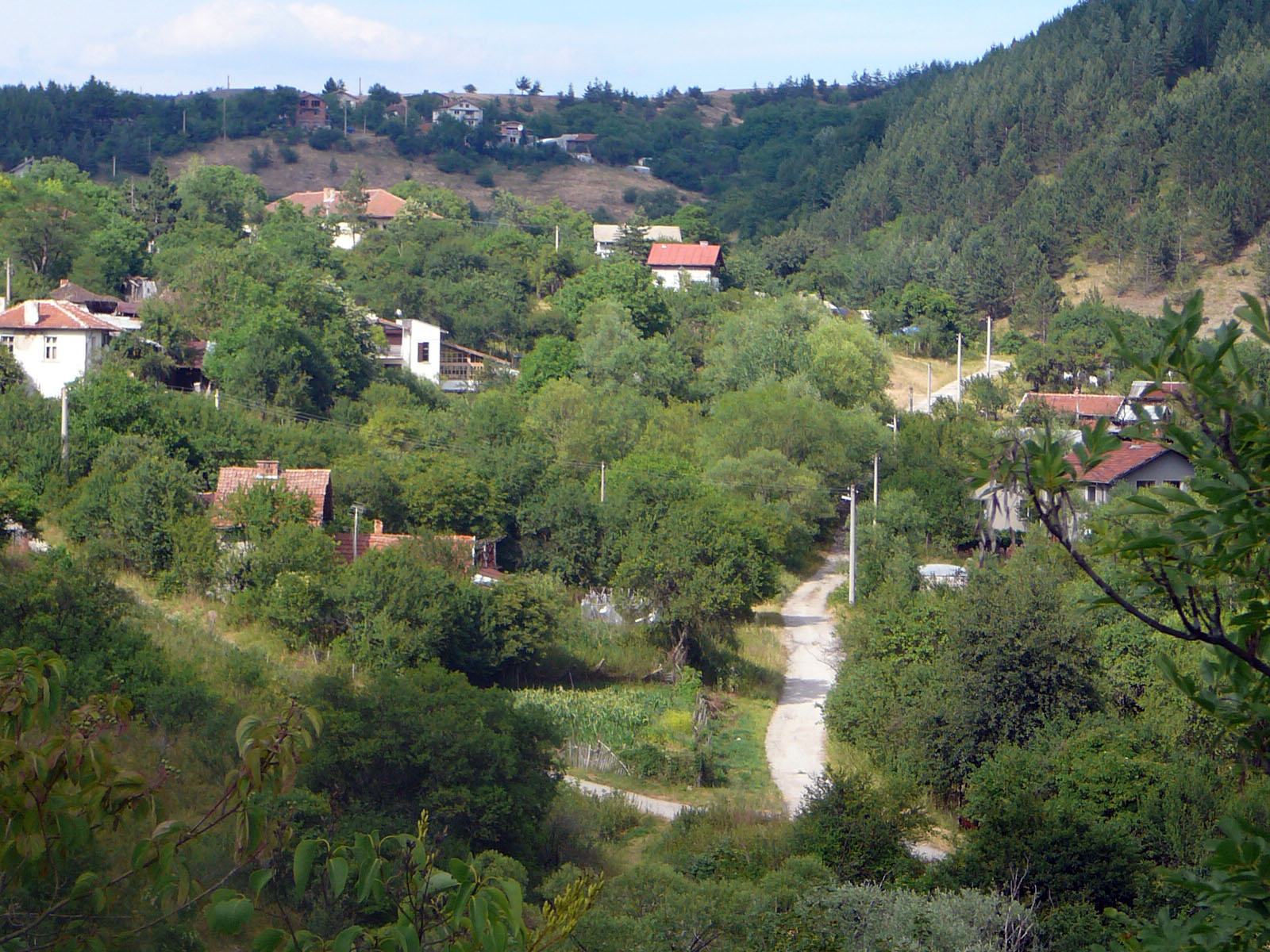
Le centre de Vrabtcha
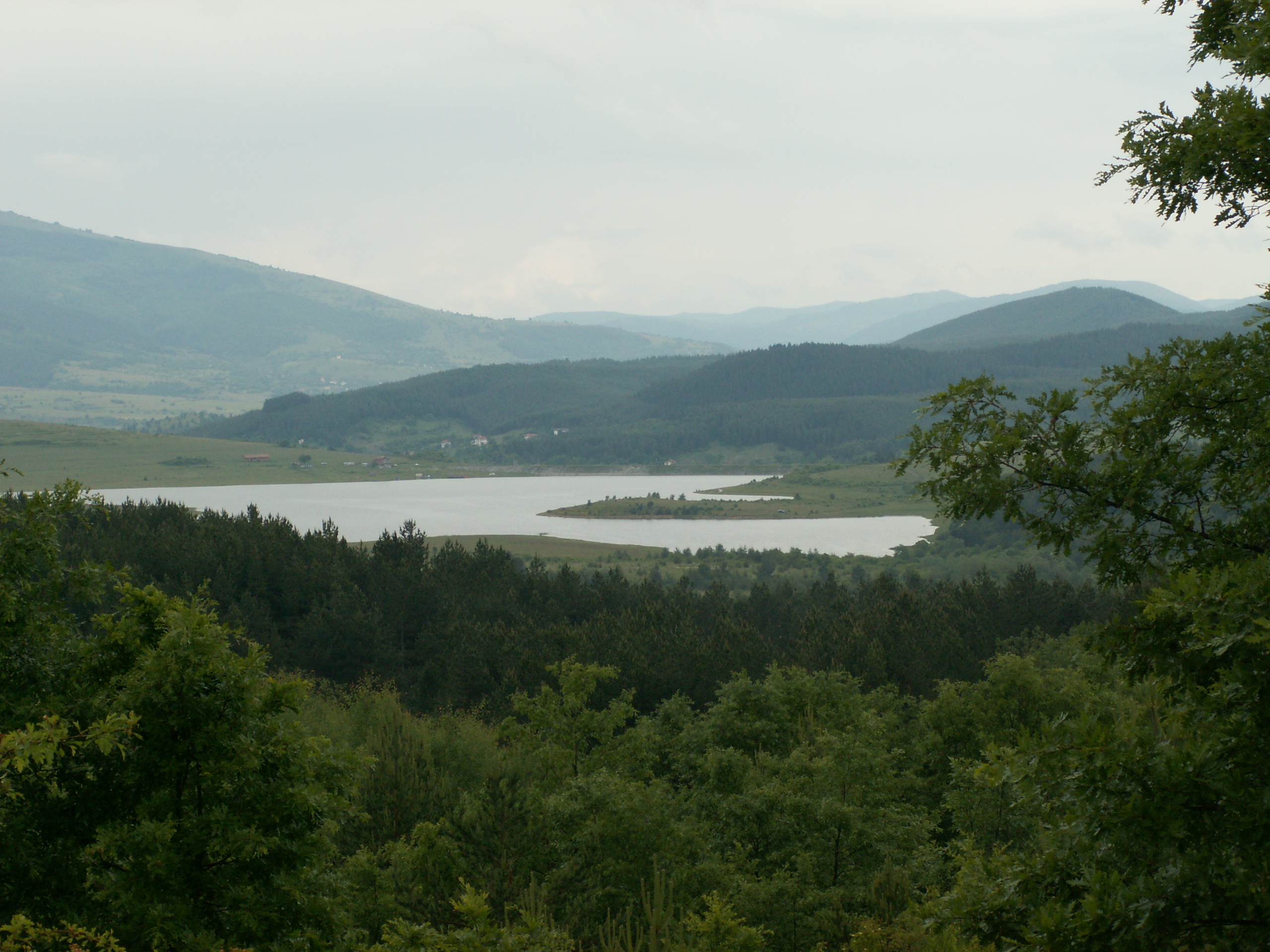
Le barrage de Yarlovtsi
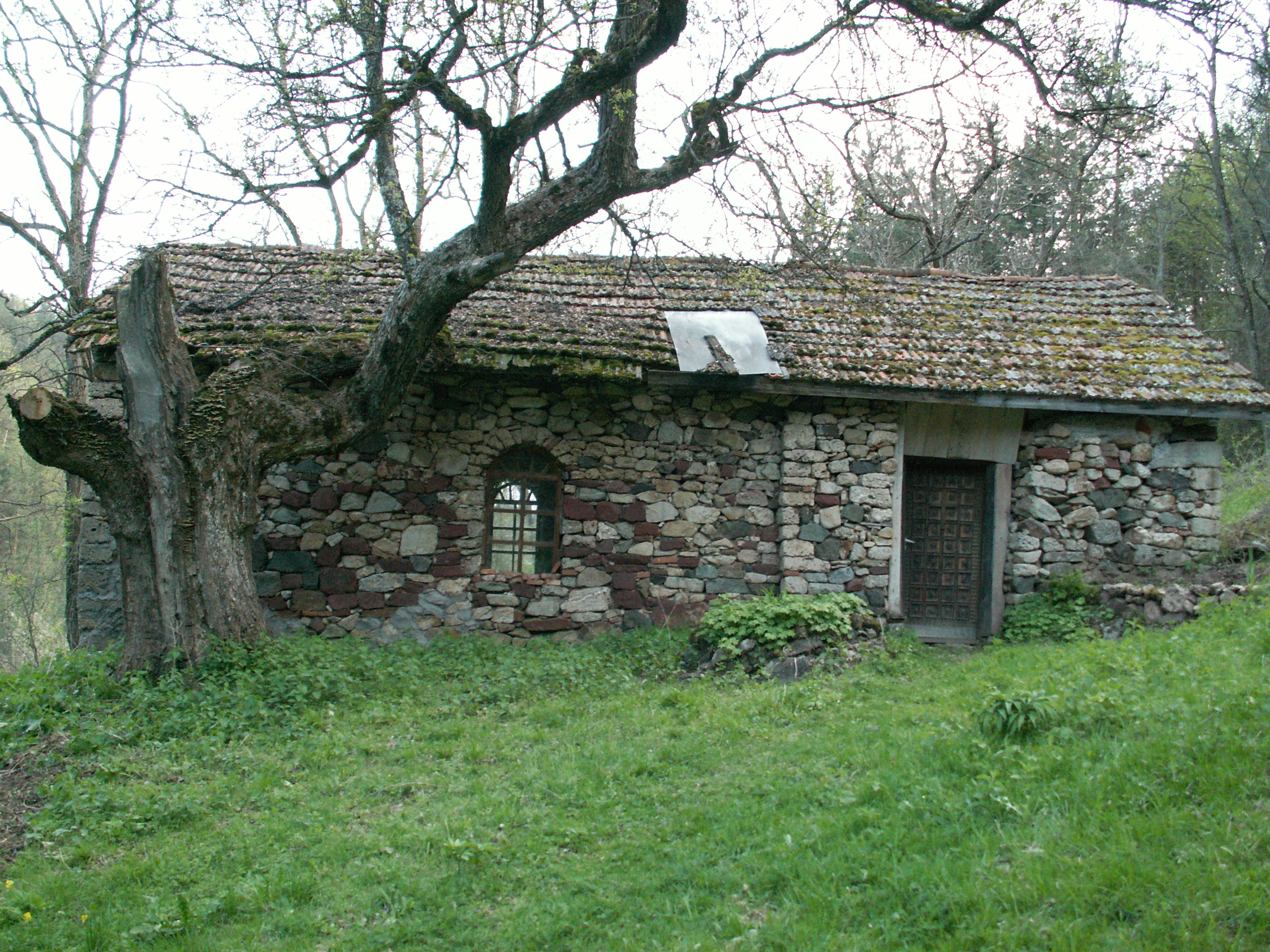
Restes du monastère Svéti Dimitar à Zabél
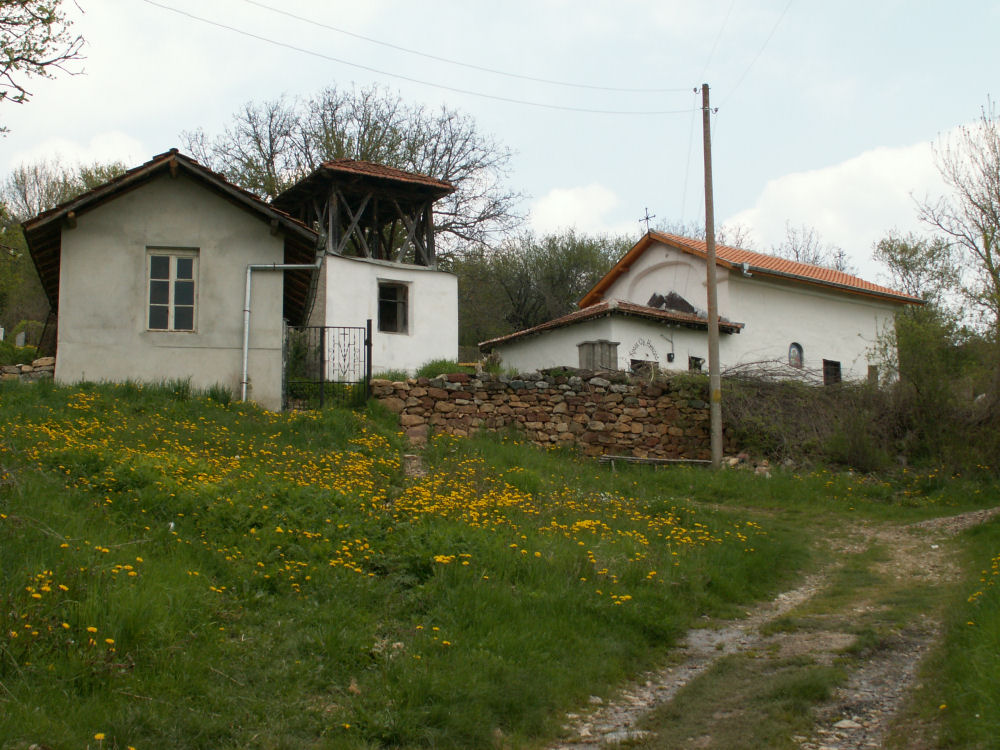
Église Svéti Pétar (Saint-Pierre) à Zélénigrad